# Раутт (округ)
Раутт (англ. Routt County) — округ в штате Колорадо, США. Официально образован в 1877 году. По состоянию на 2010 год, численность населения составляла 23 509 человек.

## География
По данным Бюро переписи США, общая площадь округа равняется 6 133,126 км2, из которых 6 117,586 км2 суша и 15,799 км2 или 0,300 % это водоёмы.

## Население
По данным переписи населения 2000 года в округе проживает 19 690 жителей в составе 7 953 домашних хозяйств и 4 779 семей. Плотность населения составляет 3,00 человека на км2. На территории округа насчитывается 11 217 жилых строений, при плотности застройки около 2,00-х строений на км2. Расовый состав населения: белые — 96,90 %, афроамериканцы — 0,13 %, коренные американцы (индейцы) — 0,49 %, азиаты — 0,39 %, гавайцы — 0,09 %, представители других рас — 0,73 %, представители двух или более рас — 1,28 %. Испаноязычные составляли 3,22 % населения независимо от расы.
В составе 31,10 % из общего числа домашних хозяйств проживают дети в возрасте до 18 лет, 50,60 % домашних хозяйств представляют собой супружеские пары проживающие вместе, 5,80 % домашних хозяйств представляют собой одиноких женщин без супруга, 39,90 % домашних хозяйств не имеют отношения к семьям, 24,40 % домашних хозяйств состоят из одного человека, 3,70 % домашних хозяйств состоят из престарелых (65 лет и старше), проживающих в одиночестве. Средний размер домашнего хозяйства составляет 2,44 человека, и средний размер семьи 2,92 человека.
Возрастной состав округа: 22,60 % моложе 18 лет, 10,10 % от 18 до 24, 36,50 % от 25 до 44, 25,70 % от 45 до 64 и 25,70 % от 65 и старше. Средний возраст жителя округа 35 лет. На каждые 100 женщин приходится 116,60 мужчин. На каждые 100 женщин старше 18 лет приходится 119,40 мужчин.
Средний доход на домохозяйство в округе составлял 53 612 USD, на семью — 61 927 USD. Среднестатистический заработок мужчины был 36 997 USD против 26 576 USD для женщины. Доход на душу населения составлял 28 792 USD. Около 2,80 % семей и 6,10 % общего населения находились ниже черты бедности, в том числе — 5,20 % молодёжи (тех, кому ещё не исполнилось 18 лет) и 7,70 % тех, кому было уже больше 65 лет.